# Chalmers sångkör
Chalmers sångkör är en förening knuten till Chalmers tekniska högskola i Göteborg. Kören grundades 1870 och är därigenom den äldsta föreningen inom Chalmers studentkår.
Kören består av tre delkörer, som tillsammans har ett medlemsantal på ca. 100 personer. Delar av kören hyr ofta ut sig till privata framträdanden av olika slag, bl.a. vid lucia och vårsäsongen.
Chalmers Sångkör har årliga julkonserter, som på senare år ägt rum i Vasakyrkan i Göteborg, samt flera delkörskonserter varje termin.

## Delkörer
- Chalmers manskör, grundad 1964 (1870). Dirigent Mathias Harms.
- Chalmers kammarkör, grundad 1964. Dirigent Sara Kollberg Clarke.
- Chalmers vokalensemble, grundad 1978, (sammanslagen med kammarkören 2001).
- Chalmers damkör, grundad 1986. Dirigent Kristina Nelson.